# Payalaman
Payalaman is een bestuurslaag in het regentschap Kepulauan Anambas van de provincie Riau-archipel, Indonesië. Payalaman telt 2938 inwoners (volkstelling 2010).